# Hòa Phát Hà Nội
El Hòa Phát Hà Nội fue un equipo de fútbol de Vietnam que jugó en la V-League, la liga de fútbol más importante del país.

## Historia
Fue fundado en el año 2003 en la capital Hanói, el cual se fusionó con el Hà Nội ACB para crear al Hà Nội FC en el año 2011, fue campeón de Copa en 1 ocasión y 2 veces subcampeón de la Primera División. Nunca fue campeón de la V-League.
A nivel internacional solo participó en 1 torneo continental, en la Copa de la AFC del año 2007, donde fue eliminado en la Fase de grupos por el Sun Hei SC de Hong Kong, el Victory SC de Maldivas y el Negeri Sembilan FA de Malasia.

## Palmarés
Copa de Vietnam: 1
2006
Primera División de Vietnam: 0
- - Sub-Campeón: 2

2004, 2009

## Participación en competiciones de la AFC
- Copa de la AFC: 1 aparición

2007 - Fase de grupos
| Temporada | Torneo         | Ronda          | Club               | Casa | Visita |
| --------- | -------------- | -------------- | ------------------ | ---- | ------ |
| 2007      | Copa de la AFC | Fase de grupos | Negeri Sembilan FA | 0-0  | 0-0    |
| 2007      | Copa de la AFC | Fase de grupos | Sun Hei            | 1-2  | 4-7    |
| 2007      | Copa de la AFC | Fase de grupos | Victory SC         | 0-2  | 2-2    |